# Tomasóc
Tomasóc (horvátul: Tomašanci) falu Horvátországban, Eszék-Baranya megyében. Közigazgatásilag Garához tartozik.

## Fekvése
Eszéktől légvonalban 28, közúton 35 km-re délnyugatra, Diakovártól légvonalban 8, közúton 9 km-re északra, Szlavónia középső részén, a Szlavóniai síkságon, az Eszék-Svilaj (A5) autópálya keleti oldalán fekszik.

## Története
A régészeti leletek tanúsága szerint területe már az őskor óta lakott volt. A Garáról Tomasócra vezető út közelében az újkőkor középső részét lezáró Sopot kultúra leleteit találták meg.
Területe a 13. században még az újlaki uradalomhoz tartozott. A települést 1433-ban „Thomasowcz” néven említik először, ekkor már a Kórógyiak birtoka volt. A török 1536-ban harc nélkül foglalta el, a diakovári szpáhilukhoz tartozott, utolsó török birtokosa Ali basa volt. A térséggel együtt 1687-ben szabadult fel a török uralom alól. A török kiűzése után 10 lakott ház maradt a településen. A település lakossága a 18. században tovább nőtt. 1758-ban 23 lakott háza volt. 
Az első katonai felmérés térképén „Tomasanczy” néven található. Lipszky János 1808-ban Budán kiadott repertóriumában „Tomassancze” néven szerepel. Nagy Lajos 1829-ben kiadott művében „Tomassancze” néven 89 házzal, 527 katolikus vallású lakossal találjuk. A 19. század második felében 1860-tól Bácskából német családok települtek be lényegesen megváltoztatva a lakosság összetételét. 
A településnek 1857-ben 498, 1910-ben 873 lakosa volt. Verőce vármegye Diakovári járásának része volt. Az 1910-es népszámlálás adatai szerint lakosságának 50%-a német, 46%-a horvát, 3%-a magyar anyanyelvű volt. Az első világháború után 1918-ban az új szerb-horvát-szlovén állam, majd később (1929-ben) Jugoszlávia része lett. A partizánok 1944-ben elüldözték a német lakosságot, a helyükre a háború után az ország különböző részeiről érkezett horvátok települtek. 1991-től a független Horvátországhoz tartozik. 1991-ben lakosságának 88%-a horvát, 6%-a szerb, 3%-a jugoszláv nemzetiségű volt. A délszláv háború során a szerb családok is eltávoztak a faluból, helyettük boszniai horvát menekültek érkeztek. 2011-ben a falunak 583 lakosa volt.

## Lakossága
| Lakosság változása | Lakosság változása | Lakosság változása | Lakosság változása | Lakosság változása | Lakosság változása | Lakosság változása | Lakosság változása | Lakosság változása | Lakosság változása | Lakosság változása | Lakosság változása | Lakosság változása | Lakosság változása | Lakosság változása | Lakosság változása |
| ------------------ | ------------------ | ------------------ | ------------------ | ------------------ | ------------------ | ------------------ | ------------------ | ------------------ | ------------------ | ------------------ | ------------------ | ------------------ | ------------------ | ------------------ | ------------------ |
| 1857               | 1869               | 1880               | 1890               | 1900               | 1910               | 1921               | 1931               | 1948               | 1953               | 1961               | 1971               | 1981               | 1991               | 2001               | 2011               |
| 498                | 611                | 589                | 695                | 885                | 873                | 906                | 984                | 1.026              | 913                | 1.013              | 887                | 736                | 649                | 664                | 583                |

## Gazdaság
Szlavónia többi településéhez hasonlóan a helyi gazdaság alapja a mezőgazdaság. A falu külterületén két állattartó telep is működik, ahol a lakosság nagy része dolgozik. Sokan dolgoznak még a kuševaci téglagyárban, illetve a közeli városokban, Diakováron és Eszéken is. A faluban két önkiszolgáló bolt és benzinkút is működik.

## Nevezetességei
Remete Szent Antalnak szentelt római katolikus temploma 1795-ben épült. Utoljára 1993-ban újították fel.

## Oktatás
Első iskolája 1856-ban nyílt meg. Ma a településen a garai általános iskola alsó tagozatos területi iskolája működik. Az épületet 2013-ban újították fel.

## Sport
Az NK Dinamo Tomašanci labdarúgóklubot 1937-ben alapították. A csapat a megyei 3. ligában szerepel.

## Egyesületek
- DVD Tomašanci önkéntes tűzoltóegyesületnek mintegy 150 tagja van, többségük gyermek.
- LU „Zokovica” vadásztársaság.